# Reece James (futbolista nacido en 1999)
Reece James (Redbridge, Inglaterra, Reino Unido, 8 de diciembre de 1999) es un futbolista británico que juega como defensa en el Chelsea F. C. de la Premier League.

## Trayectoria
James se unió al Chelsea a la edad de seis años y realizó su debut profesional en julio de 2018. En la temporada 2017-18 capitaneó al equipo juvenil y ganó la FA Youth Cup, lo que lo llevó a ser nombrado Jugador del Año de la Academia. En junio de 2018 firmó un contrato por cuatro años con el club, y al mes siguiente fue cedido al Wigan Athletic para la temporada 2018-19.
En marzo de 2019 fue seleccionado como parte del Equipo de la Temporada 2018-19 en el Championship. Ganó tres galardones en los premios de final de temporada del Wigan Athletic, incluido el del Jugador del Año.
El 25 de septiembre de 2019, James debutó con el primer equipo del Chelsea después de regresar de una lesión. Marcó un gol y dio una asistencia en una victoria por 7-1 frente al Grimsby Town en la tercera ronda de la Carabao Cup. El 5 de noviembre de 2019, James se convirtió en el goleador más joven de la historia del Chelsea en la UEFA Champions League, marcando el cuarto gol de su equipo en un empate por 4-4 frente al Ajax.
El 9 de agosto de 2023, Reece James se convirtió en el nuevo capitán del Chelsea, sucediendo a César Azpilicueta. Su actitud ejemplar y dedicación durante la pretemporada lo llevaron a liderar el equipo en esta etapa. Desde su debut en 2019, ha dejado una huella notable, incluyendo un gol memorable en la Liga de Campeones. Esta designación reconoce su arraigada relación con el club y su evolución como jugador y líder. Su nombramiento es un hito en su carrera y en la historia del Chelsea.

## Selección nacional
Ha representado a Inglaterra en categorías inferiores desde la sub-17 hasta la sub-20. En mayo de 2017, James fue convocado con la sub-20 para el Torneo de Toulon 2017. Debutó en la final, cuando Inglaterra derrotó a Costa de Marfil para retener su título. Dos años después volvió a disputar el torneo, pero esta vez sufrió una lesión en un encuentro por la fase de grupos frente a Chile.
En julio de 2017 formó parte del equipo sub-19 que ganó el Campeonato Europeo de la UEFA Sub-19 2017. Jugó por primera vez en la semifinal contra República Checa.
El 4 de octubre de 2019 fue convocado por primera vez con la sub-21.
Un año después fue convocado con la absoluta, debutando el 7 de octubre en un amistoso ante Gales en el que Inglaterra venció por 3-0.

## Estadísticas

### Clubes
Actualizado al último partido disputado el 13 de julio de 2025.
| Club                            | Div.          | Temporada     | Liga  | Liga  | Liga   | Copas nacionales | Copas nacionales | Copas nacionales | Copas internacionales | Copas internacionales | Copas internacionales | Total | Total | Total  |
| Club                            | Div.          | Temporada     | Part. | Goles | Asist. | Part.            | Goles            | Asist.           | Part.                 | Goles                 | Asist.                | Part. | Goles | Asist. |
| ------------------------------- | ------------- | ------------- | ----- | ----- | ------ | ---------------- | ---------------- | ---------------- | --------------------- | --------------------- | --------------------- | ----- | ----- | ------ |
| Wigan Athletic F. C. Inglaterra | 2.ª           | 2018-19       | 45    | 3     | 2      | 1                | 0                | 0                | −                     | −                     | −                     | 46    | 3     | 2      |
| Wigan Athletic F. C. Inglaterra | Total club    | Total club    | 45    | 3     | 2      | 1                | 0                | 0                | 0                     | 0                     | 0                     | 46    | 3     | 2      |
| Chelsea F. C. Inglaterra        | 1.ª           | 2019-20       | 24    | 0     | 2      | 7                | 1                | 1                | 6                     | 1                     | 0                     | 37    | 2     | 3      |
| Chelsea F. C. Inglaterra        | 1.ª           | 2020-21       | 32    | 1     | 2      | 5                | 0                | 2                | 10                    | 0                     | 1                     | 47    | 1     | 5      |
| Chelsea F. C. Inglaterra        | 1.ª           | 2021-22       | 26    | 5     | 9      | 7                | 0                | 1                | 6                     | 1                     | 0                     | 39    | 6     | 10     |
| Chelsea F. C. Inglaterra        | 1.ª           | 2022-23       | 16    | 1     | 1      | 0                | 0                | 0                | 8                     | 1                     | 1                     | 24    | 2     | 2      |
| Chelsea F. C. Inglaterra        | 1.ª           | 2023-24       | 10    | 0     | 2      | 1                | 0                | 0                | —                     | —                     | —                     | 11    | 0     | 2      |
| Chelsea F. C. Inglaterra        | 1.ª           | 2024-25       | 19    | 1     | 1      | 1                | 0                | 1                | 12                    | 1                     | 1                     | 32    | 2     | 3      |
| Chelsea F. C. Inglaterra        | Total club    | Total club    | 127   | 8     | 17     | 21               | 1                | 5                | 42                    | 4                     | 3                     | 190   | 13    | 25     |
| Total carrera                   | Total carrera | Total carrera | 172   | 11    | 19     | 22               | 1                | 5                | 42                    | 4                     | 3                     | 236   | 16    | 27     |

## Palmarés

### Títulos internacionales
| Título                            | Club (*)          | País              | Año  |
| --------------------------------- | ----------------- | ----------------- | ---- |
| Europeo sub-19                    | Inglaterra sub-19 | Georgia           | 2017 |
| Liga de Campeones de la UEFA      | Chelsea F. C.     | Portugal          | 2021 |
| Supercopa de la UEFA              | Chelsea F. C.     | Irlanda del Norte | 2021 |
| Copa Mundial de Clubes de la FIFA | Chelsea F. C.     | EAU               | 2021 |
| Liga Conferencia de la UEFA       | Chelsea F. C.     | Polonia           | 2025 |
| Copa Mundial de Clubes de la FIFA | Chelsea F. C.     | Estados Unidos    | 2025 |

(*) Incluyendo la selección.

### Distinciones individuales
| Distinción                                                      | Año  |
| --------------------------------------------------------------- | ---- |
| Parte de los 100 mejores jugadores del mundo según The Guardian | 2022 |